# Трбушни плес
Назив трбушни плес потиче од француског израза фр. Dance Du Ventre, што значи „плес стомаком“.
Овај плес се назива још и „оријентални плес“, а такође се користи и арапски назив „el Raqsu el Sharqia“ (арап. رقص شرقي, дословно: „оријентално плесање”), односно „плес истока“. Сматра се да води порекло из Египта. Овај плес наглашава комплексне покрете торза. У Грчкој га обично зову „CifteTelli“, а у Турској „Rakkase“.

## Порекло
Трагови постојања овог плеса пронађени су у Месопотамији, гдје су у храмовима пронађене гравуре које оцртавају наге плесаче. Исти тип ових гравура пронађен је и у египатским храмовима који датирају око 1000. година прије нове ере, као и у Грчкој. 
Многи верују да је овај плес настао као древни ритуал везан за плодност и рађање детета. Свештенице су некада биле такозване „свете љубавнице“, које су својим плесом призивале Богиње плодности. Неки од тадашњих покрета идентични су покретима који се данас изводе у модерном блискоисточном плесу. Постоје записи од нулте године, који описују плесачице са Нила као „вибрирајуће жене“. 
Постојале су различите врсте плесачица: Гавазе - ромске плесачице, које су биле улични извођачи без нарочитог образовања и Авалим - дворске плесачице. Авалим је била образована жена у сфери умјетности плеса и музике која их је обучавала покретима у плесу, свирању инструмената, рецитовању, рачунању и основама астрономије. Од инструмената су свирале оуд (музички инструмент сјеверне Африке и југозападне Азије сличан лаути) и често су долазиле са листом пјесама и поема које би могле да изводе и рецитују за публику. Авалим извођачице су се могле изнајмити у приватном дому, али за веома велику цену. Устиз је био нека врста менаџера овим плесачицама. 
Ове две врсте плесачица су имале веома различите стилове плеса. Најчешће су плес изводиле жене женама, одвајање полова и умотавање жена велом условљавао је ислам, што потиче још из Византије. Током отоманске владавине у Египту је дошло до повећања туризма и броја војника. Гавазе плесачице су у овоме видјеле брз начин зараде, те су пратиле војничке кампове и плесале за војнике. Осрамоћен и огорчен, тадашњи владар, протерао је Гавазе играчице у Есну (јужни дио Египта), да би решио проблем. За ово вријеме, многи сликари које познајемо као оријенталне сликаре, посетили су Египат, Мароко и Тунис. Насликали су многа прелепа дела, представљајући плесачице и хареме. Пошто овим умјетницима обично није био дозвољен улаз у хареме, мало је вјероватно да им дјела описују стваран харемски живот.

## Модерни трбушни плес
Плес је током осамдесетих година деветнаестог века направио бум у Европи. Плес је био делимично инспирисан са Мата Хари, која се представљала као трбушна плесачица, мада је у ствари, више била стриптизета. Светска изложба је током 1890-их представила средњоисточни плес западном свијету. Овај плес је, због покрета куковима назван трбушни плес. У то доба било је веома рискантно говорити о женским куковима, па иако је трбух (енгл. belly) била звучна реч, то је било најдаље докле су могли отићи, а да се избјегну проблеми. 
Тадашње плесачице су биле обучене у дугачке хаљине (galabia) са једноставним делићем тканине (марамом) повезаним око струка. Модерни костими појавили су се касније. Холивуд је био зачетник промене. Као и све што долази из Холивуда, костими су били много гламурознији. Стари холивудски филмови приказују жене у дводијелном костиму за плес, састављеног од шљаштећег грудњака и појаса. Последње дораде на костиму изврешне су у Египту, гдје је појас спуштен на кукове. Овако су покрети били знатно изражајнији. 
У 1920-им Египат је, следећи америчке кораке, почео да снима филмове се плесачицама. То је био зачетак кореографски осмишљеног плеса на Средњем истоку, јер пре тога плес је био чиста импровизација. Међутим, филмови су учинили да плесачице, ненавикнуте да понављају покрете, изгледају неспретно и неорганизовано, иако је међу њима било много изврсних плесачица које су се индивидуално могле запазити. Неке од најпознатијих плесачица започеле су каријеру у Касино Опера, који је окупио плесачице као што су: Самиа Гамал, Тахиа Кариока, Надиа Афек. У САД су плесачице почеле да користе вео као плесни реквизит, а Самиа Гамал је била прва која је такав плес представила Средњем истоку. У ствари, вео је био идеја њеног кореографа који је тражио начин да што боље изрази грациозност њених руку. Нема писаних доказа да су пре овога плесачице користиле вео за плес, иако су Оријентални сликари сликали плесачице са велом у рукама. Тешко је рећи да ли су ове слике, као и многа дјела Оријенталних сликара, биле стварне или само измишљене.
Педесетих година двадесетог века века, ноћни клубови у Каиру рађају неке од највећих плесачица свих времена. Међу њима су Соухеир Заки, Наха, Аза Зариф, Нагиа Фуад, Надиа Хамди, Фифи Абдоу и Ракиа Хасан. Нагиа Фуад је такође допринела развоју кореографије. Иако није била експерт за импровизацију, имала је смисла за посао и унајмила кореографа. Међутим, у Египту, због утицаја ислама, дошло је до пада интересовања за плес. Али, нова два места постају велики центри плеса. Једно од њих је Бахреин, који се због слабог утицаја Ислама, претворио у средњоисточни Лас Вегас. Други је Либан, на који Ислам такође није имао много утицаја.
У Турској, трбушни плес више личи на кабаре. Плесачице су веома оскудно одјевене у заводљивим хаљинама. САД су имале утицај не само на коришћење вела као плесног реквизита, него и на коришћење сабљи и змија. Роми су вјероватно дали највећи допринос развоју плеса. Навари (индијска ријеч за Роме) су путовали из Индије, преко Средњег истока и Европе и зауставили се у Шпанији. Многи верују да су Навари преци Гавазе играчица. 
Трбушни плес је седамдесетих година двадесетог века у САД - у запао у кризу, али се касније поново враћа захваљујући филозофији новог доба и умјетницима попут Шакире и групи Belly Dance Super Stars. Ипак, на Средњем истоку овај, вјековима стар плес, губи наклоност публике, углавном због правила Ислама, али и због чињенице да се млади окрећу овом плесу тек кад почну да старе. Они виде овај плес као плес својих бака и стога губе интересовање. Из наведених разлога чини се да ће одговорност очувања традиције средњоисточног плеса пасти на неке друге земље и народе.

## Трбушни плес у музичкој индустрији
Трбушни плес је у данашње време плес који користе различити уметници међу којима су Ријана, Бијонсе, Ферги, међутим највећи представник овог плеса је колумбијска певачица Шакира, која је предводила овај плес да га позиционира као свој заштитни знак, својим песмама Кад год, где год и Охос Аси, међутим захваљујући песми Кукови не лажу, њене вештине плеса кукова постале су познате широм света. Такође, захваљујући Кад год, где год 2001. године, грозница трбушног плеса почела је да је популарише у великом делу Латинске Америке, а касније је доспела и у Сједињене Државе.
Шакира је временом у својим презентацијама додала овај плес мешајући га са латино плесовима, као што су салса и афро-колумбијски, а такође је истакла да је ове покрете почела да игра од малена захваљујући својој либанској баки. Данас је трбушни плес карактеристичан плес ове певачице која је представила варијанту са конопцем који га уплеће у тело и плеше у ритму Кад год, где год. Шакира је једина уметница у музичкој индустрији која је користила трбушни плес у неколико наврата у својој уметничкој каријери. Она је инспирисала Бијонсе да истражи ову врсту плеса у својој сарадњи са Бјутифул лајер где је такође била кореограф. На Супербоул LIV полувреме шоу догађају вратила се трбушном плесу са Роупом током преласка са Охос аси на Кад год, где год. Данас се овај плес сматра симболом у Шакириној каријери и несумњиво њеним препознатљивим плесом, јер га такође меша са латино стилом. Она је друга уметница која има препознатљив плес у музичкој индустрији поред Мајкла Џексона и месечевог хода.

## Изван Блиског истока
Трбушни плес је популаризован на Западу током романтичарског покрета 18. и 19. века, када су оријенталистички уметници приказивали романтизоване слике живота у харему у Отоманском царству. Трбушни плес је постао популаран ван арапског света, и жене америчког, европског и јапанског порекла су постале професионалне трбушне плесачице, које плешу широм Европе и Блиског истока.

### У Северној Америци
Иако је било плесача овог типа на стогодишњици 1876. у Филаделфији, тек на Светској изложби у Чикагу 1893. је то привукло националну пажњу. Израз „трбушни плес” се често приписује Солу Блуму, директору сајма за забаву, али он је тај плес назвао danse du ventre, назив који користе Французи у Алжиру. У својим мемоарима, Блум наводи, „када је јавност сазнала да је дословни превод „трбушни плес”, са одушевљењем су закључили да мора да је похотљив и неморалан ... Имао сам рудник злата.” На сајму су наступили аутентични плесачи из неколико земаља Блиског истока и Северне Африке, укључујући Сирију, Турску и Алжир, али су плесачи у египатском Театру улице у Каиру били најпознатији. Чињеница да су плесачице биле без корсета и окретале кукове била је шокантна за викторијански сензибилитет. Није било солиста, али се тврди да је шоу украла плесачица под надимком Мали Египат. Неки тврде да је плесачица била Фарида Мазар Спиропулос, али је та чињеница спорна.
Популарност ових плесача је касније изнедрила десетине имитатора, од којих су многи тврдили да су из оригиналне трупе. Викторијанско друштво је и даље било увређено плесом, а плесечи су понекад хапшени и кажњавани. Плес је добио надимак „хучи кучи”, или шими и шејк. Кратки филм, „Фатимин плес”, био је широко дистрибуиран у биоскопима Никелодеон. Изазвао је критике због свог „нескромног” плеса и на крају је цензурисан. Трбушни плес је масовно привлачио мушкарце у позоришта бурлеске, на карневале и циркусе.
Томас Едисон је снимио неколико филмова о плесачима током 1890-их. То укључује турски плес, и Криси Шеридан 1897, и принцезу Раџа из 1904. у којој се појављује плесачица која игра зилове, ради „подне нумере” и балансира столицу у зубима.